# Questo mondo è per te
Questo mondo è per te è un film del 2011 diretto da Francesco Falaschi.
Il film, terzo lungometraggio diretto da Falaschi, è uscito nelle sale italiane il 1º aprile 2011.

## Trama
Follonica, Toscana. Il diciannovenne Teo è un aspirante scrittore con il mito di John Fante, Charles Bukowski e Luciano Bianciardi. Nell'estate della sua maturità si trova improvvisamente costretto a trovare un lavoro per mantenersi gli studi a causa dei problemi di salute del padre. Il ragazzo si ritrova così, all'improvviso, catapultato nella realtà, nella vita, tra lavori precari che hanno, talvolta, dell'assurdo e del grottesco. Non per questo rinuncia ai suoi sogni come il cinema galleggiante o le video-interviste ai vecchietti del paese, da montare nei pochi momenti liberi. Grazie anche all'aiuto di Chiara, la ragazza di cui Teo è innamorato, il ragazzo riuscirà a perseguire i propri obiettivi con più forza e consapevolezza.

## Produzione
Il film è stato realizzato dalla scuola di cinema di Grosseto con un budget ridottissimo rispetto alle produzioni classiche italiane, grazie ai finanziamenti di sponsor, utilizzo di product placement e tax credit.
Le riprese del film sono durate cinque settimane e sono state realizzate in due differenti trance: la prima iniziata nell'ottobre 2008; la seconda nella primavera del 2009.